# Adam von Rottweil
Adam von Rottweil war ein im 15. Jahrhundert tätiger Buchdrucker.

## Leben und Wirken
Adam von Rottweil war ein Sohn des Burchardus von Rottweil. Von 1476 bis 1481 arbeitete er in Venedig, wo er unter anderem gemeinsam mit Andreas de Corona die „Expositio evangeliorum“ von Albertus de Padua erstellte. Im Auftrag Pauls von Middelburg druckte er ein Prognosticon für das Jahr 1480, das Decretum Gratians und ein Breviarium Romanum. Anschließend zog er nach L’Aquila. Dort druckte er im Jahr 1482 die italienische Fassung der Viten Plutarchs, die Baptista Alessandro Jaconello übersetzt hatte.
Dort lebte Adam nachweislich bis 1486.